# السقيد (فرسان)
قرية السقيد أو سجيد وهي إحدى قرى منطقة جازان وهي قرية سكنية تابعة لبلدية محافظة فرسان جنوب غرب المملكة العربية السعودية، تبعد أكثر من 50 كم باتجاه الغرب من مدينة فرسان.

## نبذة
السقيد قرية تقع في ثاني أكبر جزر فرسان والتي تحمل نفس الاسم جزيرة السقيد أو السجيد في بعض الآراء وتتميز هذه القرية بانها كانت مصيف لأهالي فرسان كما هو الحال في قرية القصار حيث يتشابه المناخ فيما بينهم بصورة كبيرة كما تشتهر بوجود مزارع النخيل، وكان سكان فرسان يجهزون قوافل الجمال التي كانت تحمل المؤن والامتعة والعوائل وكافة الاحتياجات، ثم تعبر متوجه إلى جزيرة السقيد في منتصف شهر مايو من كل عام بعد موسم الحريد مباشرة.
وتضم القرية العديد من المباني التراثية الجميلة المبنية من الحجر المحلي والجص وتتميز بالنقوش والزخارف الجميلة إضافة إلى الزخارف المميزة وهذه المباني تم بناءها في الجهة الشمالية من مزارع النخيل.

## الموقع
تقع قرية السقيد جنوب غرب المملكة على جزيرة السقيد، وقد سميت الجزيرة نسبة إلى القرية الأكبر والأقدم التي بنيت عليها، وهي تقع عند خط طول 41 درجة وخط العرض 16 درجة،

## أنماط المساكن
نمط مساكن الأثرياء والمساجد والمحلات والمباني العامة
حيث كانت المساكن المبنية بالطوب مقتصرة على الأثرياء والمساجد والمحلات التجارية والمباني العامة والقلاع والأسوار؛ حيث كان الطوب الأحمر يصنع في مصانع شعبية صغيرة تسمى (محاريق)، حيث كان يستخدم صخور البازلت التي تجلب من الحرات على ظهور الجمال ويستخدم الجص كمادة لاصقة يكسى بها السطح الخارجي للحوائط، ومن امثلتها منزل التاجر عبد العزيز بن بسام في جازان ومنزل التاجر إبراهيم الرفاعي في وسط فرسان.
وأما جسور الأسقف فقد كانت من جذوع أشجار الدوم السوداء الطويلة، إضافة إلى المض وهو أعواد مستقيمة تفرش على جسور الدوم، وغالبا ما تكسى الحوائط بالجص على أن تكون الطبقة الأمامية سميكة وكانت تقام على مراحل حتى يتم نقشها نقوشا هندسية بواسطة فنانين مهرة حولوا هذه الحوائط إلى لوحات فنية رائعة، وتتنوع عناصر هذه النقوش من عناصر هندسية تتخذ شكل المثلث والمربع وحده لها. كما تثبت الأبواب والشبابيك المصنوعة من الخشب الأحمر المقاوم للحشرات القارضة بعد حفر النقوش الجمالية عليها وإحاطتها ببرواز يعطيها طابعا مميزا.
نمط المسكن التقليدي
اما نمط العشش التقليدية والذي شكل النمط السائد للبناء في السهل من حيث التركيب لقد غلب على نمط القرى التي تبنى من العشش تناثرها وفق اتجاهات ملائمة لاتجاه الرياح السائد في المنطقة خصوصا الجهة البحرية الغربية، أما مباني الطوب التي بنيت إبان الحكم العثماني وحكم الأدارسة لهذه المنطقة فهي تحمل الطابع العثماني وطابع المباني ذات الافنية الداخلية المتشابهة مع مباني المغرب العربي حيث الموطن الأساس للأدارسة.
مكونات المسكن التقليدي في جزر فرسان
غالبا ما تتكون المساكن من المجلس وهو الحجرة الرئيسية للمنزل وهي مكان استقبال الضيوف، والصفة وهي أصغر من المجلس وتستخدم للمعيشة ومزاولة الأعمال المنزلية المختلفة، وغالبا ما يعمل أمامها سقيفة (شرفة) لتوفير فراغ نصف مكشوف، والبايكة وهي حجرة ينفتح أحد جوانبها على المدخل بها دكة للجلوس يجتمع فيها رب الأسرة مع أصدقائه. ويكون المطبخ غالبا ملحقاً مكشوفاً لعمل دكة التنور، ويتكون الحمام ويتكون من قسمين هما المغسل والمرحاض، أما الفناء الداخلي فيستخدم للمعيشة والنوم، وغالبا ما يزرع بأشجار الفل والحناء.

## انظر ايضاً
- المحصور
- ختب
- أبو طوق

## وصلات خارجية
- بيانات المجلس البلدي من الأمانة العامة لشؤون المجالس البلدية.
- حصر الخدمات بالمدن والقرى بمنطقة جازان.
- دليل الخدمات بمنطقة جازان.
- مصلحة الإحصاءات العامة والمعلومات.